# Ленинград (группа)
«Ленингра́д» (полное название — «Группиро́вка Ленингра́д») — российская музыкальная группа из Санкт-Петербурга, созданная Сергеем Шнуровым. Известна, в частности, эксцентричными песнями с большим количеством мата и алкогольно-бытовой тематикой. Группа использует в своём творчестве обширный состав женской подпевки и духовых инструментов: труба, саксофон, тромбон, туба. Также группа иногда расширяется за счёт саксгорнов.
25 декабря 2008 года было объявлено о распаде группы. 9 августа 2010 года, с объявления двух ноябрьских концертов в Москве, началось возрождение группы; в марте 2019 года было объявлено, что стадионный тур коллектива в 2019 году будет последним. 3 января 2020 года было объявлено, что группа воссоединится для двух выступлений на фестивале Coachella, который должен был пройти в апреле 2020 года в Калифорнии, США.

## История

### 1996—1999
В создании «Ленинграда» в 1996 году принимал участие Игорь Вдовин в качестве вокалиста, текст и музыку композиций писал, в основном, Сергей Шнуров, он же играл на бас-гитаре, но вскоре стал фронтменом. Несмотря на то, что основной состав команды был сформирован в 1995—1996 году[уточнить], официальным днём рождения группы принято считать 13 января 1997 года. В первоначальный состав группы «Ленинград» входили: Игорь Вдовин (вокал, гитара), Сергей Шнуров (бас-гитара), Андрей Антоненко (аккордеон, клавишные, туба), Александр Попов (вокал, большой барабан, гитара), Алексей Калинин (ударные), Роман Фокин (саксофон), Олег Соколов (труба), Илья Ивашов (туба). Во время выступлений «Ленинграда» зачастую один или несколько участников группы выходили на сцену в нетрезвом состоянии. Это было характерно для многих российских «андерграундных» коллективов, но нетрезвое состояние стало обязательной составляющей сценического образа группы «Ленинград».
Во времена Игоря Вдовина группа играла музыку в основном «дворового» характера, во многом ориентируясь на творчество Аркадия Северного. Если на раннем этапе мат в песнях «Ленинграда» носил эпизодический характер, то начиная со второго альбома («Мат без электричества») матерные слова стали неотъемлемой частью творчества коллектива. Летом 1998 года Леонид Фёдоров принял участие в качестве саунд-продюсера и музыканта в записи альбома, который получил название «Пуля». В декабре 1998 года Леонид заменил заболевшего фронтмена «Ленинграда» Игоря Вдовина во время выступления группы в ДК им. Горбунова, где «Ленинград» открывал концерты «АукцЫона». Альбом «Пуля» вышел в свет в июле 1999 года (московская презентация альбома состоялась 2 и 3 июля в клубе «Бункер»). Кроме Леонида и музыкантов «Ленинграда», в записи принял участие перкуссионист «АукцЫона» Павел Литвинов.
Осенью 1998 года на петербургском телеканале NBN состоялась премьера дебютного клипа группы «Ленинград» — «Я так люблю тебя». Участникам группы видео не понравилось, а телеканал «MTV-Россия» брать клип в ротацию категорически отказался. Тогда же группу покинул Игорь Вдовин, и коллектив сделал попытку выступать сразу в нескольких городах с разными вокалистами. На некоторых концертах роль вокалиста и гитариста исполнял Александр Попов по прозвищу «Пузо» (сохранилась историческая запись концерта у гостиницы «Прибалтийская», где он выступает в роли фронтмена группы). После неуспеха одного из таких концертов Сергей Шнуров решил стать единоличным фронтменом «Ленинграда».
В тот период состав группы меняется (уходят трубач Олег Соколов и тромбонист Рамиль Шамсутдинов, в состав группы входят Всеволод Антонов (известный как Севыч, до 2001 года лишь эпизодически принимает участие в концертах группы в качестве бас-гитариста), Светлана Колибаба (также эпизодически принимает участие в концертах группы в качестве клавишницы и вокалистки), тромбонист Василий Савин, трубач Александр Привалов). В обновлённом составе группа записала свой второй альбом «Мат без электричества», который вышел на лейбле «Gala Records» 17 декабря 1999 года. Второй клип группы на песню «Ду ю лав ми (Дай любви)» попал в ротацию телеканала «MTV-Россия». Группа начала набирать популярность в стране благодаря композициям «Дикий мужчина», «Шоу-бизнес», «Алкоголик и придурок».

### 2000—2002
Широкую известность группе принесла ротация некоторых песен на «Нашем радио» и фильм «ДМБ-2», где около десятка песен «Ленинграда» были использованы в качестве саундтреков. После этого у группы появилась широкая группа поклонников.
Летом 2000 года группа записала свой третий альбом «Дачники». Песни с альбома были быстро разобраны на цитаты, а концертная программа «Дачники» вызвала настоящий восторг у большинства ценителей группы. Во время концертов того периода в группе начался раскол — из-за безудержного пьянства и агрессивного поведения Романа Фокина духовая секция «Ленинграда» стала отдаляться от «основного костяка» коллектива — Шнурова, Антоненко, Попова и Калинина.
В августе 2000 года был снят третий клип группы на композицию «Когда нет денег». В отличие от первых двух видеороликов, данный клип часто транслировался по «MTV Россия» вплоть до лета 2003 года (в тот период сменилась политика телеканала и из эфира исчезли многие клипы прошлых лет).
Четвёртый студийный альбом «Ленинграда» вышел в 2001 году под названием «Маде ин жопа». На обложке альбома можно разглядеть надпись «Три дебила исполняют неизвестные песни группы „Ленинград“». Проект Сергея Шнурова «Три дебила» является группой «Ленинград» в усечённом составе: Шнур, Андромедыч и Антенна.
В 2001 году группа завоевала ещё больше популярности благодаря выступлениям на фестивалях «Крылья» и «Нашествие», в конце года состоялся эфир программы «Земля-Воздух» на телеканале «ТВ-6», во время которого «Ленинград» исполнили свои песни вживую, включая нецензурную «Шоу-бизнес». Группа подверглась критике со стороны ряда радиоведущих, и Ксения Стриж назвала «Ленинград» однодневкой. Несмотря на агрессивные выпады со стороны представителей масс-медиа, «Ленинград» обрели дополнительную популярность благодаря тому телеэфиру.
Тогда же, в конце 2001 года, группа активно работала над очередным альбомом, получившим в результате название «Пираты XXI века». Часть черновых записей была украдена со студии «Gala», и на их базе был выпущен бутлег «Я бухаю, но могу ускориться». Работа над альбомом «Пираты XXI века» шла муторно, в группе происходили конфликты, и для улучшения звучания и обстановки в студии Сергей Шнуров пригласил поучаствовать в записи альбома петербургский ска-коллектив «Spitfire». Музыканты группы «Spitfire» Андрей Кураев (бас-гитара) и Роман Парыгин (труба) были знакомы с Сергеем Шнуровым ещё с начала 1990-х годов.
В феврале 2002 года состоялась презентация альбома «Пираты XXI века» во Дворце спорта «Юбилейный», в которой приняли участие 17 музыкантов — «старый» состав «Ленинграда» и группа «Spitfire» (без гитариста Константина Лимонова). Впоследствии концерт был выпущен фирмой «Gala» на VHS «Череп и гости» и стал одним из лучших выступлений в истории группы «Ленинград».
До лета 2002 года Сергей Шнуров на время распустил «Ленинград», занялся написанием новых песен, вошедших в альбомы «Второй Магаданский» и «Для миллионов», отрастил волосы и вставил себе зубы.
Летом 2002 года состоялись первые концерты «обновлённого» Ленинграда — в качестве аккомпаниаторов выступила группа «Spitfire», тогда как музыканты «старого» состава на концерт не были приглашены. В августе 2002 года участники «старого» состава Роман Фокин (саксофон), Василий Савин (тромбон), Александр Привалов (труба), Дмитрий Мельников (ударные) покинули коллектив, высказав недовольство политикой, проводимой Сергеем Шнуровым.
Однако, в октябре 2002 года всё-таки состоялся последний концерт «Ленинграда» со «старым» составом, при том, что на сцене также присутствовали музыканты «Spitfire». В середине года к группе присоединились 2 участника — гитарист Константин Лимонов, тогдашний фронтмен «Spitfire» (должность гитариста в группе всегда была проблемной, первым гитаристом был Игорь Вдовин, затем Дэн Калашник, а потом, в дальнейшем, гитарные партии попеременно исполняли Александр Попов и Сергей Шнуров), и баритон-саксофонист Алексей Канев, экс-участник группы «Два самолёта».
Юрий Лужков, будучи мэром Москвы, запретил большие публичные выступления «Ленинграда» в Москве. В результате большой московский концерт группы «Ленинград» при участии Захара Мая, запланированный на октябрь 2002 года, был отменён, тогда как яркие красные афиши (с Сергеем Шнуровым на коне) продолжали висеть вплоть до Нового года. Конец 2002 года ознаменовался для группы успешными гастролями по Северной Америке. Часть отснятого во время гастролей материала была выпущена в фильме «Ленинград уделывает Америку», который впоследствии был показан по телевидению в эфире канала Муз-ТВ. В конце ноября 2002 года в рамках ночной программы «MTV Россия» «2х1» был впервые показан клип «WWW», который был сделан для Интернет-просмотра. Через некоторое время данный видеоролик попал в хит-парады музыкальных телеканалов.
Седьмой студийный альбом «Точка», изданный 29 ноября 2002 года, стал компиляцией ранее украденного со студии материала под рабочим названием «Я бухаю, но могу ускориться», известного как сольные песни Сергея Шнурова и ремикс группы «Дискотека Авария» на «Шоу-бизнес» из альбома «Мат без электричества». Название альбома «Точка» подчёркивает закончившиеся отношения «Группировки Ленинград» и её прежней звукозаписывающей компании «Gala Records».

### 2003—2008
В феврале 2003 года «Ленинград» презентуют свою новую программу «Для миллионов». Тем не менее, восьмой альбом «Группировки Ленинград» был издан 21 октября 2003 года компанией «Мистерия звука» под названием «Для миллионов». 20 апреля 2003 года клип на композицию «Money» победил клип группы MP3 «Кобзон» по результатам двухдневного sms-голосования в программе «Видеобитва MTV». 5 июня 2003 года «Ленинград» стали победителями премии «Муз-ТВ 2003», во время которой музыканты устроили перфоманс — под фонограмму композиции «WWW» участники группы танцевали, тогда как Роман Парыгин периодически открывал рот под запись голоса Шнурова. Получив награду металлическую тарелку с яблочком, Шнуров швырнул её в зал со словами: «Свободу не купишь и не продашь». Осенью 2003 года «Ленинград» записывает альбом Huinya (издан в 2005 году) c музыкальным трио из Лондона The Tiger Lillies. В декабре 2003 года состоялось открытие независимого лейбла «Шнур’ОК», на котором Сергей Шнуров планировал выпускать интересующие его релизы. Первым полноценным альбомом, выпущенным на данном лейбле, стал диск «Thrills And Kills» группы «Spitfire».
В начале 2004 года 2 клипа группы на композиции «Менеджер» (декабрь 2003) и «Мамба» (январь 2004) стали лидерами в ротации на двух музыкальных телеканалах — MTV и Муз-ТВ. Весной 2004 года состоялась премьера клипа «Дороги», занимавшего долгое время верхние строчки чартов. В четверг 27 мая 2004 года в программе «MTV Релиз» был впервые показан клип на композицию «Геленджик». Девятый студийный альбом коллектива «Ленинград» «Бабаробот или как нужно делать саундтреки» вышел 27 мая 2004 года и стал известен под сокращённым названием «Бабаробот». Альбом представляет собой так называемый «фильм», историю, которая повествует о парнях, работавших на заводе. От скуки они выдали своего друга по кличке Робот за киборга, модель которого называется «Бабаробот». После выхода альбома «Бабаробот» популярность группы «Ленинград» значительно выросла. Ненормативной лексики стало меньше, а лирики и юмора — больше. После композиции «WWW» у «Ленинграда» появился новый хит «Геленджик». Рок-опера группы «Ленинград» наполнена юмором в стиле Шнура, жизненными реалиями и качественной музыкой. Трек «Геленджик» стал хитом черноморского побережья и долго не покидал российские чарты. 7 августа 2004 года состоялось выступление группы «Ленинград» на фестивале «Нашествие». Во время фестиваля Сергеем Шнуровым было предложено исполнить композицию «Геленджик» при участии людей, наряженных в надувные костюмы цыплят, но по ряду причин задумка осталась нереализованной. Осенью 2004 года в ротации MTV появился клип «Бабу буду» из альбома «Для миллионов».
22 ноября 2005 года вышел самый «тяжелый» в плане звучания альбом «Хлеб». «Малая Ленинградская Симфония» — компиляция 5 известных песен Сергея Шнурова в аранжировке виолончелиста Сергея Драбкина. В работе над альбомом принял участие исполнитель и шоу-мен Стас Барецкий, написавший тексты к композициям «Небесный теннис» в соавторстве со Шнуровым и «Кредит», также поучаствовавший в записи последней.
В начале 2006 года альбом «Хлеб» вышел в Германии, где диск в подарочном оформлении был выпущен на лейбле «Eastblock». 11 марта 2006 года состоялось выступление группы «Ленинград» в ДС «Юбилейный», которое затем было выпущено на DVD под названием «Ленин-град жив!!!». 28 ноября 2006 года вышел двенадцатый альбом «Бабье лето».
С 2007 года певица Юлия Коган вливается в группу «Ленинград» в качестве бэк-вокалистки. 20 ноября 2007 года группа выпустила тринадцатый студийный альбом «Аврора». Критики приняли и достойно оценили данный альбом.
Летом 2008 года состоялось выступление группы «Ленинград» в рамках ежегодного фестиваля «Пикник „Афиши“». 25 декабря 2008, после ряда успешных концертов в московском клубе «Б1 Maximum», Сергей Шнуров объявил о распаде «Ленинграда» и создании новой группы под названием «Рубль». Первое выступление новой группы состоялось на «разогреве» у «Ленинграда» в пятницу 26 сентября 2008 (зрители тогда не сразу узнали Шнурова, отрастившего длинные волосы, и сначала освистали «незнакомцев»). Первый большой сольный концерт «Рубля» был сыгран в Москве 30 января 2009 года. «Забойное рубилово с обилием мата» или фитнес-рок, как называет музыкальный стиль новой группы сам Сергей Шнуров, нашёл немало фанатов не только среди поклонников «Ленинграда».

### 2010—2019

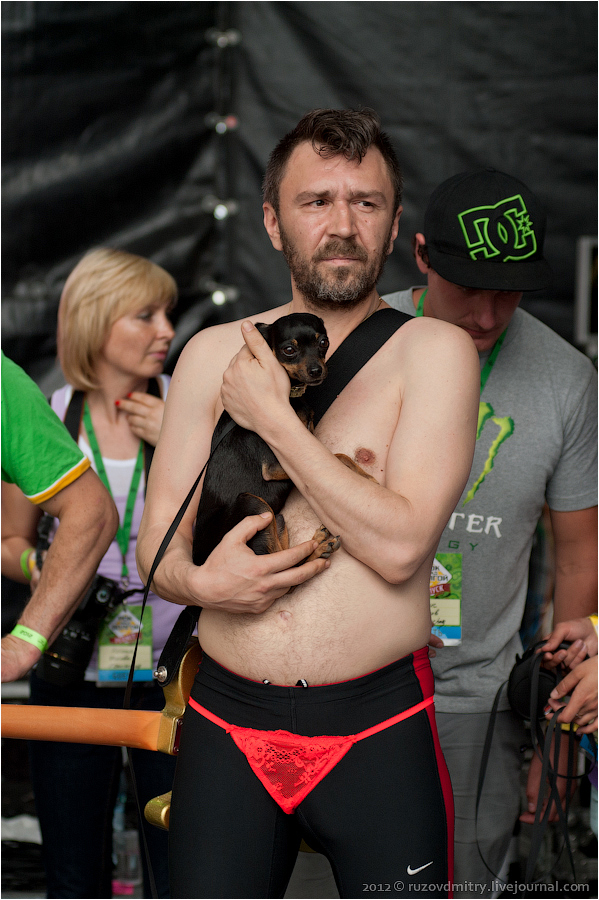
Сергей Шнуров на фестивале «Рок над Волгой» 2012

9 августа 2010 года в прессе были анонсированы ноябрьские концерты в Москве.
20 сентября 2010 года в Интернете был размещён первый за 2 года новый видеоклип группы «Ленинград» — «Сладкий сон». В данной композиции Шнуров не спел ни одного слова, тогда как основную вокальную партию исполнила Юлия Коган. Режиссёром клипа стал петербургский фотограф Иван Ушков. Через три дня в Интернете появился второй видеоролик — на композицию «Горький сон», слова и музыка которой практически идентичны предыдущей композиции. На сей раз вокальную партию исполнил Всеволод Антонов.
24 сентября 2010 года вышел клип «Химкинский лес», музыка и стихи которой были написаны совместно Сергеем Шнуровым и Стасом Барецким. Клип был сделан режиссёром Андреем Закирзяновым по мотивам картин художника Николая Копейкина. В песне содержались насмешки в адрес некоторых российских деятелей шоу-бизнеса, включая исполнителя Noize MC, который ответил композицией «Побрей звезду».
26 и 27 ноября 2010 года в столичном клубе «Arena Moscow» состоялось 2 аншлаговых концерта группы. Группа предстала в необычном образе — вместо «бритоголовых ребят в тельняшках» на сцену вышли преимущественно усатые музыканты, одетые в стиле советских вокально-инструментальных ансамблей (С. Шнуров вышел на сцену как рок-музыкант 1970-х — с волосами до плеч, в перламутровой куртке и узких джинсах).
28 сентября 2011 года на официальном сайте группы появилось сообщение, содержащее обложку альбома и подпись: «Через неделю…». Одновременно с этим на сайте «Большого города» появилось видеообращение Сергея Шнурова. Пятнадцатый студийный альбом «Ленинграда» вышел 3 октября 2011 года под названием «Вечный огонь». Релиз состоялся на сайте журнала «Большой город».
17 октября 2012 года на официальном сайте группы появился новый альбом «Рыба», состоящий из 12 песен, однако 22 октября 2012 в альбом добавилось ещё 4 бонус-трека.
16 ноября 2012 в Москве состоялся последний концерт с вокалисткой и бэк-вокалисткой Юлией Коган, которая впоследствии ушла в декретный отпуск.
22 марта 2013 года в сети появился новый клип на старую песню «Финский залив», в котором, помимо Вокс-Бурмистровой, вновь присутствовала Коган. В августе группа выступила на двух зарубежных музыкальных фестивалях: 3 августа в польском городе Костшин-над-Одрой на фестивале «Польский Вудсток» и 10 августа в Будапеште на фестивале Sziget. В начале сентября 2013 года Юлия Коган покинула группу «Ленинград».
В конце 2014 года вышли альбомы «Фарш» и «Пляж наш».
В 2016 году из группы ушла Алиса Вокс-Бурмистрова. Её заменили вокалистки Василиса Старшова и Флорида Чантурия.
19 ноября 2016 года группа «Ленинград» получила музыкальную награду «Золотой граммофон» за песню «Экспонат».
В 2017 году группе исполнилось 20 лет. В честь этого «Ленинград» организовал тур под названием «20 лет на радость!». 13 июля 2017 года на стадионе «Открытие Арена» прошёл юбилейный концерт, который собрал рекордное количество зрителей: более 45 тыс. человек. В июле 2017 года стало известно об уходе из группы Василисы Старшовой.
31 августа 2017 года состоялась премьера клипа «Ч. П. Х.» на официальном YouTube-канале группы. Часть композиции исполнил рэпер ST. В клипе также снялись рэпер Pharaoh, журналист и публицист Александр Невзоров, футболист Александр Кержаков. В тот же день Сергей Шнуров опубликовал в Instagram запись с ссылкой на клип, согласно которой можно предположить, что «Ч. П. Х.» расшифровывается как «Чисто питерская хуйня».
В сентябре 2017 года Шнуров анонсировал премьеру нового клипа, уточнив, что ролик выйдет в тот день, когда президент России Владимир Путин объявит о своем участии в президентских выборах 2018 года. Новое видео на песню «Кандидат» было опубликовано 20 октября, когда Ксения Собчак заявила о желании участвовать в выборах В ноябре 2017 года в группе появились три новые солистки: Виктория Кузьмина, Мария Ольхова и Анна Золотова.
13 апреля 2018 года вышел первый за четыре года полноформатный альбом «Всякое».
19 октября 2018 года «Ленинград» побил новый рекорд посещаемости среди артистов в России, собрав на «Зенит Арене» в Санкт-Петербурге 65 110 зрителей.
20 марта 2019 года Шнуров в своем Инстаграме опубликовал стихотворение, в котором объявил о том, что предстоящий тур группы будет последним. Причина распада назревала последние два года, однако группа это не обсуждала. Позднее, в интервью РБК, Шнуров прокомментировал роспуск группы: «Из каждого утюга звучало, что мы скатываемся „назад в девяностые“, что у нас эпоха застоя. Я подумал, если у нас эпоха застоя, давайте и музыка будет застоя». Он также отметил, что сейчас застойные времена закончились, а значит, существование группы перестало быть целесообразным. При этом музыкант допустил, что когда-нибудь снова соберет коллектив.
Стадионный тур стартовал 4 июня в Калининграде, а завершился 12 октября в Санкт-Петербурге аншлаговым концертом, который посетило 67 115 человек. За день до концерта все билеты были раскуплены. Также концерт посетил солист немецкой группы Rammstein Тилль Линдеманн.
На пресс-конференции и в интервью Шнуров заявил, что делает паузу для поиска новых форм и не исключил, что периодически будет сочинять стихи и выпускать песни.
В ноябре 2019 года гитарист и менеджер группы Дмитрий Гугучкин объявил, что «Ленинград» свой самый последний концерт даст 31 декабря. Также в одном из интервью Сергей Шнуров заявил, что несмотря на объявленный распад, группа собиралась выступить на фестивале Coachella 2020 в США, который впоследствии был отменён из-за пандемии коронавируса.
23 ноября 2019 года на ЦСКА Арене в Москве прошёл концерт-поединок Red Bull Soundclash между группировкой «Ленинград» и рэпером Noize MC. Победу одержала группировка «Ленинград».

### С 2020
В 2020 Сергей Шнуров полностью сменил состав группы, взяв сессионных музыкантов. По словам уже бывшего бас-гитариста «Ленинграда» Андрея Кураева, это стало неожиданностью для всех участников коллектива.
В течение года группу можно было заметить на закрытых корпоративах, а летом был дан эксклюзивный онлайн-концерт для абонентов сети «Мегафон». За 2020 год «Ленинград» выпустил два клипа.
В 2021 Сергей Шнуров сосредоточился на своём новом проекте «Зоя», вокалистка которого впоследствии войдёт и в состав обновлённого «Ленинграда».
Начиная с января 2022 года группа «Ленинград» стала регулярно выпускать сатирические песни, посвящённые различным обсуждаемым инфоповодам, а также бюджетные клипы на них, большинство из которых было снято просто на мобильный телефон на фоне хромакея.
24 мая 2022 Сергей Шнуров собрал пресс-конференцию, на которой анонсировал 10 сентября концерт «Ленинграда» с оркестром «Глобалис» на стадионе «Лужники» в Москве. При этом Шнуров заметил, что это разовое выступление и к гастрольной деятельности группа пока возвращаться не планирует.
В октябре 2024 года в СМИ появились слухи, что Instasamka (настоящее имя — Дарья Зотеева) якобы станет новой солисткой «Ленинграда». В ноябре Шнуров опроверг эту информацию и заявил, что пока "ограничились совместным альбомом" — 8 ноября вышел мини-альбом «Бумеры и зумеры».
29 ноября вышел первый за долгое время полноформатный альбом «Синяя богиня». На большую часть песен релиза были выпущены клипы.

## Идея
По словам Сергея Шнурова, «„Ленинград“ является настоящей русской скрепой, которая объединяет людей разных социальных слоёв, мировоззренческих позиций, политических курсов» и показывает общественные явления, позволяя людям взглянуть на себя со стороны, но в весёлой и праздничной форме (далее приведены цитаты из разных интервью):
Эту энергию бесконечного русского самоедства мы перерабатываем со знаком «плюс». Вырабатываем — я люблю это выражение — эсхатологический восторг. Это когда ядерный гриб перед вами разворачивается, а вам не страшно.
Я вижу «Ленинград» как некое площадное искусство, народный театр, скоморошество, где главный герой — Петрушка. Он непредсказуем. В антитезе «Пьеро и Арлекин» (отсылка к песне «Думаю» — прим.) он существует где-то посередине.
В какой-то момент я понял, в чём смысл «Ленинграда». Все группы хотели чисто внешне казаться на сцене лучше, чем они есть. А мы хотели казаться хуже, чем на самом деле. (…) Я не снёс людям крышу, я просто попал в резонанс с тем, что происходит у них внутри. Потому что я такой же. И то, о чём многие думают, я сказал со сцены, вот и всё.
Группа «Ленинград» — это и есть русская жизнь. Это про здесь и сейчас, это актуально, написано нормальным языком, там нет никаких слов, которые были бы непонятны.

Самое точное описание русской жизни без мата невозможно. А чиновники выступают за неточность описания русской жизни. Сбивают, сука, прицел.
Всё-таки «Ленинград» — это очевидный праздник. Ясные эмоции. Здесь нет загадки. Это не премьера спектакля, когда идешь и не знаешь, что там будет. Многие наши коллективы существуют не для зрителя. Они думают, что это зритель существует для них. Я так не думаю. Я знаю, что я существую для зрителя. У меня обратный вектор. Я вышел для того, чтобы им было ох**нно, а не они пришли сюда, чтобы мне было ох**нно. На том и стоим. И стоять будем.
Но несмотря на всю, на первый взгляд, легкомысленность и весёлость большинства своих композиций, в одном из интервью Шнуров заявил, что многие песни и клипы группы — о приближающемся конце света.
Мы буквально в каждой строчке кричим об этом, но нас никто не слышит!
Музыкальный стиль группировки «Ленинград» по состоянию на 2019 год Сергей Шнуров определял как «советская эстрада, доведенная средствами современного звука и света до адреналинового передоза».

## Состав

### Текущий состав[71]
- Сергей Шнуров, Шнур — вокал, музыка, тексты, гитара, перкуссия, бас-гитара, контрабас (1997—2008, 2010—наст. время)
- Флорида Чантурия, Флорик[72] — вокал, бэк-вокал (2016—наст. время)
- Вадим Соловьёв — гитара (2020—наст. время)
- Василий Зубков — бас-гитара (2020—наст. время)
- Денис Мартынов — труба (2020—наст. время)
- Даниил Фёдоров — саксофон (2020—наст. время)
- Александр Галныкин — тромбон (2020—наст. время)
- Ксения Руденко, Зоя — вокал, бэк-вокал (2021—наст. время)[73]
- Михаил Козодаев — барабаны (2022—наст. время)[74]

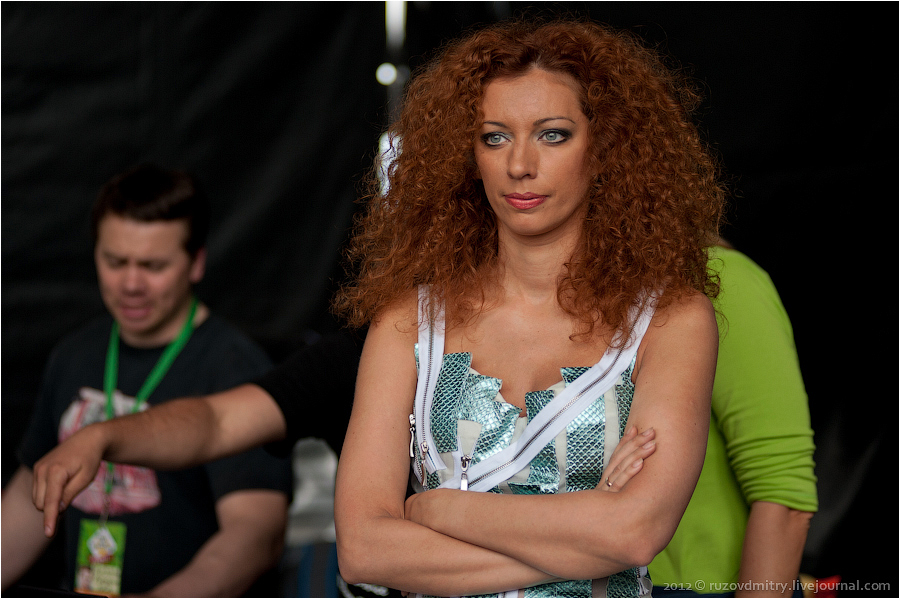
Юлия Коган

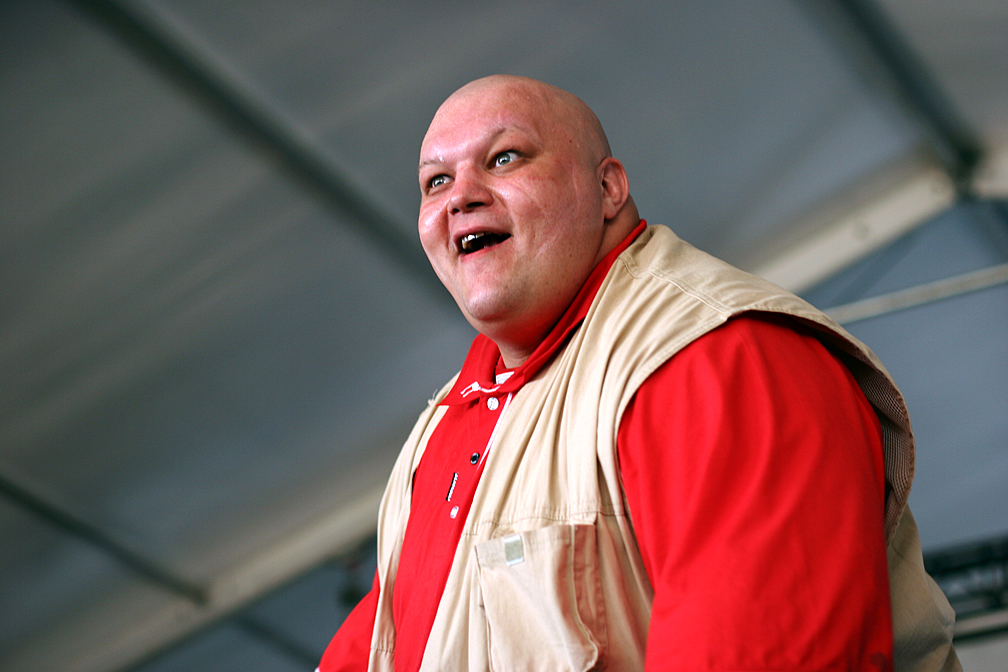
Стас Барецкий

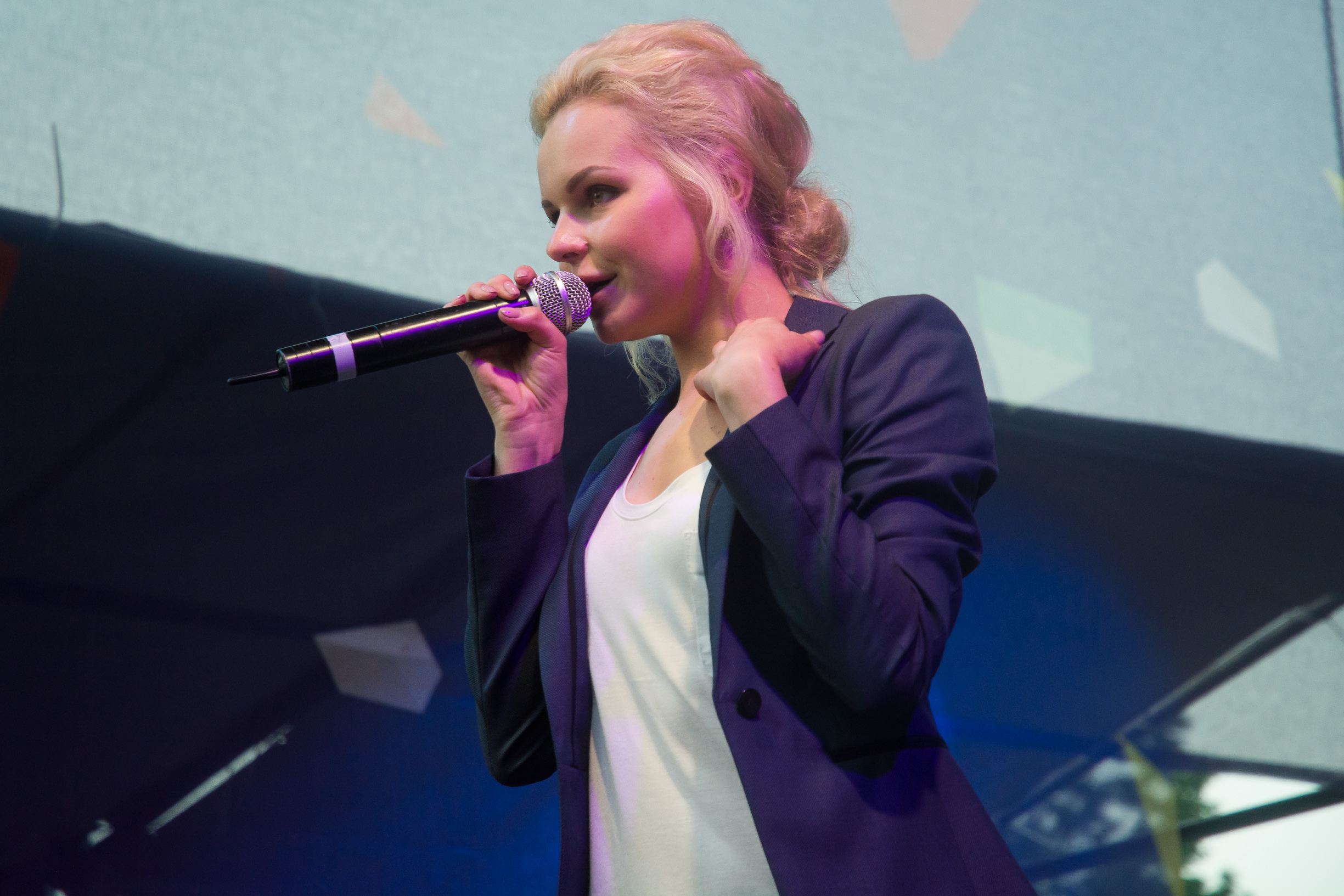
Алиса Вокс

### Бывшие участники
- Роман Фокин, Ромэро — альт, тенор и баритон-саксофоны (1997—2002)
- Рамиль Шамсутдинов — тромбон (1997—1998)
- Игорь Вдовин — вокал, гитара (1997—1999)
- Олег Соколов — труба (1997—1998)
- Илья Ивашов, Дракула — туба (1997—2002)
- Александр Привалов, Сашко — труба (1998—2002)
- Василий Савин, Квасо, Кузнечик — тромбон (1998—2002)
- Дэн Калашник, Дэн (также лидер собственной группы NetSlov) — гитара, синтезаторы, семплеры (1999—2002)
- Дмитрий Мельников, Антенна — ударные (2000—2002)
- Света Шестерикова, Колібаба — бэк-вокал, аккордеон, клавишные, эпизодическое участие на концертах (2000—2002)
- Максим Темнов, Макс, Макс Колотушка — бас, контрабас (1999—2002)
- Сергей Арсеньев, Арс — аккордеон (2001)
- Михаил Гопак, Гопак — тромбон (2002)
- Денис Купцов, Кащей — барабаны (2002—2008)
- Наталья Павлова — бэк-вокал (эпизодическое участие на концертах и в студии) (2003—2007)
- Стас Барецкий — шоумен, иногда вокал или перкуссия (тамбурин, мараки) (2005—2008)
- Юлия Коган, Юля Ноги — вокал, бэк-вокал (2007—2008, 2010—2013)
- Галя, Девятый вал — бэк-вокал (2007)
- Максим Семеляк — тамбурин (2008)
- Андрей Антоненко, Андромедыч (другой псевдоним Антоненыч) — туба, клавишные, аккордеон, вокал, баритон-горн (1997—2008, 2010—2020)
- Алексей Калинин, Микшер — перкуссия (конги, бонги, тимбалес, тарелки и т. д.), барабаны (1997—2002, 2006—2008, 2010—2020)
- Александр Попов, Пузо — большой барабан, вокал, гитара, бас-гитара (1997—2008, 2010—2020)
- Всеволод Антонов, Севыч (ранее псевдоним был Козацька Рада) — бэк-вокал, шоумен, перкуссия (маракасы, тамбурин, гуиро), гитара, бас-гитара, губная гармоника (2000—2008, 2010—2020)
- Григорий Зонтов, Зонтик, Mr. Umbrella — тенор-саксофон (2002—2008, 2010—2020)
- Роман Парыгин, Ромыч, RGP, Шухер, Турбобой[75] — труба, гитара, вокал, скретчи (2002—2008, 2010—2020)
- Андрей Кураев, Дед, Grandpa — бас-гитара, перкуссия, контрабас (2002—2008, 2010—2020)
- Илья Рогачевский, Пианист — клавиши, аккордеон (2002—2008, 2010—2020)
- Константин Лимонов, Лимон — гитара, перкуссия (2002—2008, 2010—2020)
- Владислав Александров, Валдос, Валдик, Водяной — тромбон (2002—2008, 2010—2020)
- Алексей Канев, Лёха — баритон-саксофон, бубен, альт-саксофон (2002—2008, 2010—2020)
- Денис Можин, Дэнс — звукорежиссёр (2002—2008), барабаны (2010—2020)
- Дмитрий Гугучкин (экс-«Високосный год») — гитара (2010—2020)
- Алиса Вокс-Бурмистрова, Алиса Вокс — вокал, бэк-вокал (2012—2016)
- Василиса Старшова — вокал, бэк-вокал (2016—2017)
- Виктор Рапотихин — скрипка (2016—2020)
- Александр Степанов, ST — рэп-вставки, бэк-вокал, подтанцовка (2017—2020)[76][77]
- Мария Ольхова — вокал, бэк-вокал (2017—2020)
- Анна Золотова — вокал, бэк-вокал (2017—2020)
- Виктория Кузьмина — вокал, бэк-вокал (2017—2020)
- Фёдор Локшин — барабаны (2020—2022)[78]
- Дмитрий Иванов  — клавишные (2020—2025)[79]

## Дискография
См. также Дискография Сергея Шнурова, Дискография группы «Рубль».

### Студийные альбомы
- 1999 — Пуля
- 1999 — Мат без электричества
- 2000 — Дачники
- 2001 — Маде ин жопа
- 2001 — Пуля +
- 2002 — Пираты XXI века
- 2002 — Точка
- 2003 — Для миллионов
- 2004 — Бабаробот
- 2005 — Huinya (совместно с The Tiger Lillies)
- 2005 — Хлеб
- 2006 — Бабье лето
- 2007 — Аврора
- 2011 — Хна
- 2011 — Вечный огонь
- 2012 — Рыба
- 2014 — Пляж наш
- 2014 — Фарш
- 2018 — Всякое
- 2024 — Синяя богиня

### Прочие релизы
- 2012 — Вечерний Ленинград (альбом инструментальных композиций Сергея Шнурова)
- 2012 — С нами пох (неофициальный альбом)
- 2014 — Платье (неофициальный альбом)
- 2014 — Поп и Балда (неофициальный альбом)
- 2024 — Бумеры и зумеры (мини-альбом совместно с Instasamka)

### Концертные альбомы
- 2003 — Ленинград уделывает Америку
- 2008 — Ленинград на НАШЕм радио
- 2008 — Концерт в ДС 'Юбилейный'
- 2008 — ГлавClub
- 2010 — Последний концерт Ленинграда
- 2012 — Зелёный театр

### Синглы
- 2000 — Новый Год — 2000
- 2002 — Русское чудо
- 2013 — Плачу
- 2013 — Родная
- 2013 — Суходрочка
- 2013 — Сумка
- 2013 — Интеграл
- 2013 — Цунами
- 2014 — Ueban
- 2014 — 37-й
- 2014 — Мои хуи
- 2014 — Платье
- 2014 — Винни Пух и все-все-все
- 2014 — Скоро в школу
- 2014 — Патриотка
- 2015 — Like[80]
- 2015 — Like (feat. Slider & Magnit)
- 2015 — Восхитительно
- 2015 — Карасик
- 2015 — Бомба
- 2015 — Отпускная
- 2015 — Вип
- 2015 — Красная смородина
- 2015 — Молитвенная
- 2015 — ЗОЖ
- 2015 — Самая любимая
- 2016 — Экспонат
- 2016 — В Питере — пить
- 2016 — С добрым утром, малыши!
- 2016 — Сиськи
- 2016 — Очки Собчак
- 2016 — Обезьяна и Орёл
- 2016 — Начинаем отмечать!
- 2017 — Кольщик
- 2017 — Экстаз
- 2017 — Ч.П.Х.
- 2017 — Кандидат
- 2017 — Вояж
- 2017 — Не со мной (при участии Slider & Magnit)
- 2018 — Не Париж
- 2018 — В Зените
- 2018 — Жу-жу (при участии Глюк’oZы и ST)
- 2018 — Возня в грязи
- 2018 — Думаю
- 2018 — Не хочу быть москвичом
- 2018 — Цой
- 2018 — Антидепрессанты
- 2018 — Золото
- 2018 — Предновогодняя
- 2019 — Сублимация
- 2019 — Кабриолет
- 2019 — i_$uss
- 2019 — Компромисс
- 2020 — Фотосессия
- 2020 — Миг
- 2021 — Сюрприз
- 2022 — Пока так
- 2022 — Покаянная
- 2022 — Ритм и мелодия
- 2022 — Па-спорт
- 2022 — Свободная касса
- 2022 — Мерси, Баку!
- 2022 — Прощай, элита!
- 2022 — Входа нет!
- 2022 — А у олигархата…
- 2022 — Мелочи
- 2022 — Геополитическая
- 2022 — Иноагент
- 2022 — Наша экономика
- 2022 — Москвич
- 2022 — Оспа
- 2022 — Не Зорро
- 2022 — Мертвец
- 2022 — Аналоговнет
- 2022 — Биг Ловкая Жопа и Ленинградский Болт
- 2022 — Нет **йне!
- 2022 — Гамаюн
- 2023 — Гендерная
- 2023 — Русский
- 2023 — Психотерапевтическая
- 2023 — Принцип
- 2023 — Ё! О!
- 2023 — Тюль
- 2024 — Не суждено (Live)
- 2024 — Фантомас
- 2024 — Эталон
- 2024 — Ёлки. Тёлки. Озеро
- 2024 — Фиеста
- 2025 — Биография
- 2025 — Тирзетта
- 2025 — Овечкин
- 2025 — Королева рынка
- 2025 — фие100
- 2025 — Жигули
- 2025 — ЗаШЫбись!

### Сборники
- 2001 — Я бухаю, но могу ускориться (бутлег)
- 2004 — (Не)полное собрание сочинений. Том I
- 2014 — Лучшее

### VHS
- 2002 — Череп и гости

### DVD
- 2005 — Ленинград уделывает Америку
- 2007 — Ленинград. Клипы
- 2007 — Ленин-град жив!!!
- 2010 — Последний концерт Ленинграда

### Книги о группе
- 2007 — Максим Семеляк — «Музыка для мужика»
- 2017 — Максим Семеляк — «Ленинград. Невероятная и правдивая история»

### Фильмы о группе
- 2006 — «Он ругается матом» — режиссёр Тофик Шахвердиев
- 2009 — «Ленинград: Мужчина, который поет» — режиссёр Питер Риппл
- 2013 — «Хуй-хуй» (документальный фильм-концерт о группе «Ленинград») — режиссёр Наталия Мещанинова
- 2017 — «В Питере — петь» — режиссёр Драган Куюнджич
- 2018 — «Сергей Шнуров. Экспонат» — режиссёр Константин Смигла

## Музыкальные видео
| - Я так люблю тебя (1998) - Ду ю лав ми (Дай любви) (1999) - Когда нет денег (2000) - Когда нет денег (Без цензуры) (2000) - Новогодняя песня (Ленинград и Револьвер) (2000) - Мне бы в небо (2002) - WWW (2002) - Money (2003) - Менеджер (2003) - Дороги (2003) - Хуямба (2003) - Бабу буду. Версия I (2003) - Бабу буду. Версия II (2003) - Башка (Коха (Пушкинг) и Шнур (Ленинград)) (2003) - Распиздяй (Радиоверсия) (2004) - Оле-Оле. Версия I (2004) - Оле-Оле. Версия II (2004) - Суть-хуйнуть (Только для Интернета) (2004) - No future. Версия I (2004) - No future. Версия II (2004) - Геленджик (2004) - Меня зовут Шнур (2004) - Кто кого (2005) - Сергей Шнуров — Любовь и боль (есть 2 версии) (2006) - Доктор Шнур и Медбратва — News V.1 (2006) - Птичий грипп (2006) - PC (2006) - Губошлёп (2006) - П и Х (2006) - Музыка для мужика (2007) - Бабцы (2007) - Паганини (2007) - МДМ (2007) - Просто игрушка (2008) - Доширак (2009) - Мотоцикл (2009) - Сладкий сон (2010) - Горький сон (2010) - Химкинский лес (2010) - Последняя Осень (2010) - Не может быть (2010) - И больше никого (2010) - Пиздабол (2010) - Такая крутая (2010) - Нет, и ещё раз нет (2011) - Два раза нет (2011) - Песня счастья (2011) - Доктор Хаус (2011) - От души (Вася Обломов) (2011) - Антинародная (2011) - Какой в пизду рок-н-ролл? (2011) - Кержаков (2011) - Чисто по-братски (2011) - Ф. З. (2011) - Заебал (2011) - Заебала? (2011) - Сила Руси (2011) - Дельта реки Невы (2011) - Всё, пока (2011) - Про любовь (2011) - Приметы (2011) - Турбобой (2012) - Hot Winter (2012) - Где моя вода? (2012) - Ты охуительна (2012) - Властелин ключа (2012) - Сосёт — значит любит (2012) - Сергей Шнуров — Мы за всё хорошее (2012) - Мы за всё хорошее (2012) - Лето (2012) - За и против (2012) - Ёмоё (2012) - Сергей Шнуров На футбол (2012) - Почём звонят колокола (2012) - Сергей Шнуров — Снежана с Анжелой (2012) - Love Is… (2012) - Love Is… [Версия 2] (2012) - День рождения (2012) - Баллы (2012) | Рыба (2012) Финский залив (2013) Белуга (2013) Парголово (2013) Батл красного (2013) Sensation (2013) Сумка (2013) Родная (2013) Плачу (2013) Суходрочка (2013) Интеграл (2013) Цунами (2013) Дорожная (2013) 37-й (2014) Ueban (2014) Крым (Russalko) (2014) СИЗОнная (2014) Мои хуи (2014) Фиаско (2014) Гдебля (2014) Платье (2014) Винни Пух и все-все-все (2014) Скоро в школу (2014) Ебубаб (2014) Патриотка (2014) Похороны (2014) Машина (2014) Никола (2014) Кабы (2014) Бали (2015) Дала, не дала (2015) Мусор (2015) Восхитительно (2015) Карасик (2015) Бомба (2015) Отпускная (2015) Короче (2015) Молитвенная (2015) Вип (2015) ЗОЖ (2015) Самая любимая (2015) Экспонат (На лабутенах) (2016) В Питере — пить (2016) Сиськи (2016) Очки Собчак (2016) Обезьяна и Орёл (2016) Кольщик (2017) Экстаз (2017) Ч. П. Х. (2017) Кандидат (2017) Вояж (2017) Не Париж (2018) 8 марта (Ленинград и Вадим Галыгин) (2018) Жу-жу (Ленинград, Глюк’oZa и ST) (2018) Чемпионы (Ленинград и Семён Слепаков) (2018) Не хочу быть москвичом (2018) Цой (2018) Страшная месть (2018) Балалайка (Ленинград и ST) (2018) Золото (2018) Кабриолет (2019) i_$uss (2019) Фотосессия (2020) Миг (2020) Гимн долболобов (OST фильма 16-й) (2021) Пока так (2022) Покаянная (2022) DJ Big Love — Одна Нога (2022) Ритм и Мелодия (2022) Па-спорт (2022) Шмарафон (2022) Прощай, элита! (2022) Входа нет! (2022) А у олигархата… (2022) Мелочи (2022) Геополитическая (2022) Иноагент (2022) Наша экономика (2022) Оспа (2022) Не Зорро! (2022) Мертвец (2022) Аналоговнет (2022) Биг Ловкая Жопа и Ленинградский Болт (2022) Нет **йне! (2022) Гамаюн (2022) Гендерная (2023) Русский (2023) Психотерапевтическая (2023) Принцип (2023) Фантомас (2024) Ёлки. Тëлки. Озеро (2024) Богиня (2024) Эксклюзив (2024) Дела (2024) Диалектика (2024) Тост (2024) |

## Сайд-проекты и другие коллективы с участием музыкантов группы
- Рубль (Сергей Шнуров, Андрей Антоненко, Алексей Канев, Константин Лимонов, Денис Можин)
- Spitfire (Роман Парыгин, Григорий Зонтов, Андрей Кураев, Илья Рогачевский, Владислав Александров)
- St. Petersburg Ska-Jazz Review (Денис Купцов, Юлия Коган)
- Преzтиж (Роман Парыгин, Илья Рогачевский, Владислав Александров)
- Optimystica Orchestra (Роман Парыгин, Григорий Зонтов, Андрей Кураев, Илья Рогачевский, Владислав Александров)
- Писк гада (Роман Фокин, Василий Савин, Дмитрий Мельников, Александр Привалов, Макс Темнов)
- Три дебила (Сергей Шнуров, Андрей Антоненко, Сергей Арсеньев, Светлана Шестерикова, Дмитрий Мельников)
- Диоды (Сергей Шнуров, Светлана Шестерикова)
- Неприкасаемые (Гарик Сукачев, Василий Савин)
- NetSlov (Даниил «Дэн» Калашник)
- М.А.К.С. (Роман Парыгин, Всеволод Антонов)[81]
- NDRMDCH (Андрей Антоненко)
- Радар (Роман Парыгин, Алексей Канев, Григорий Зонтов, Владислав Александров, Вадим Латышев, Дмитрий Турьев, Илья Рогачевский, Евгений Ряховский, Вадим Сергеев, Сергей Егоров)
- Зоя (Сергей Шнуров, Ксения Руденко)

## Судебные процессы
Бывшая солистка Алиса Вокс подала в суд на Сергея Шнурова. Якобы она не подписывала договор, по которому передает права на отчисления по 39 песням за 1 тысячу рублей. 24 сентября 2021 года суд отклонил иск на 19,5 млн рублей.